# Tour de France 1934
Il Tour de France 1934, ventottesima edizione della Grande Boucle, si svolse in ventitré tappe tra il 3 e il 29 luglio 1934, per un percorso totale di 4 363 km. 
Fu vinto per la seconda ed ultima volta  dal passista-cronoman e scalatore francese Antonin Magne (al terzo podio nella Grande Boucle dopo un primo trionfo nell'edizione del 1931 e dopo un terzo posto nel 1930). 
Si trattò della quattordicesima edizione (peraltro la quinta consecutiva) vinta da un corridore di casa nella storia della corsa.
Magne terminò le proprie fatiche sulle strade di Francia con il tempo di 147h13'58". 
Al secondo posto della classifica generale si piazzò il passista-scalatore italiano Giuseppe Martano (al secondo ed ultimo podio in carriera nella Grande Boucle, dopo la terza posizione conseguita nell'anno precedente). 
Il passista francese Roger Lapébie (al primo podio della carriera nella corsa a tappe francese) concluse nella terza posizione della graduatoria generale.

## Tappe
| Tappa  | Data      | Percorso                                      | km    | Vincitore di tappa              | Leader cl. generale |
| ------ | --------- | --------------------------------------------- | ----- | ------------------------------- | ------------------- |
| 1ª     | 3 luglio  | Parigi > Lilla                                | 262   | Georges Speicher                | Georges Speicher    |
| 2ª     | 4 luglio  | Lilla > Charleville-Mézières                  | 192   | René Le Grevès                  | Antonin Magne       |
| 3ª     | 5 luglio  | Charleville-Mézières > Metz                   | 161   | Roger Lapébie                   | Antonin Magne       |
| 4ª     | 6 luglio  | Metz > Belfort                                | 220   | Roger Lapébie                   | Antonin Magne       |
| 5ª     | 7 luglio  | Belfort > Évian-les-Bains                     | 293   | René Le Grevès Georges Speicher | Antonin Magne       |
|        | 8 luglio  | giorno di riposo                              |       |                                 |                     |
| 6ª     | 9 luglio  | Évian-les-Bains > Aix-les-Bains               | 207   | Georges Speicher                | Antonin Magne       |
| 7ª     | 10 luglio | Aix-les-Bains > Grenoble                      | 229   | René Vietto                     | Antonin Magne       |
| 8ª     | 11 luglio | Grenoble > Gap                                | 102   | Giuseppe Martano                | Antonin Magne       |
| 9ª     | 12 luglio | Gap > Digne-les-Bains                         | 227   | René Vietto                     | Antonin Magne       |
| 10ª    | 13 luglio | Digne-les-Bains > Nizza                       | 156   | René Le Grevès                  | Antonin Magne       |
|        | 14 luglio | giorno di riposo                              |       |                                 |                     |
| 11ª    | 15 luglio | Nizza > Cannes                                | 126   | René Vietto                     | Antonin Magne       |
| 12ª    | 16 luglio | Cannes > Marsiglia                            | 195   | Roger Lapébie                   | Antonin Magne       |
| 13ª    | 17 luglio | Marsiglia > Montpellier                       | 172   | Georges Speicher                | Antonin Magne       |
| 14ª    | 18 luglio | Montpellier > Perpignano                      | 177   | Roger Lapébie                   | Antonin Magne       |
|        | 19 luglio | giorno di riposo                              |       |                                 |                     |
| 15ª    | 20 luglio | Perpignano > Ax-les-Thermes                   | 158   | Roger Lapébie                   | Antonin Magne       |
| 16ª    | 21 luglio | Ax-les-Thermes > Luchon                       | 165   | Adriano Vignoli                 | Antonin Magne       |
| 17ª    | 22 luglio | Luchon > Tarbes                               | 91    | Antonin Magne                   | Antonin Magne       |
| 18ª    | 23 luglio | Tarbes > Pau                                  | 172   | René Vietto                     | Antonin Magne       |
|        | 24 luglio | giorno di riposo                              |       |                                 |                     |
| 19ª    | 25 luglio | Pau > Bordeaux                                | 215   | Ettore Meini                    | Antonin Magne       |
| 20ª    | 26 luglio | Bordeaux > La Rochelle                        | 183   | Georges Speicher                | Antonin Magne       |
| 21ª-1ª | 27 luglio | La Rochelle > La Roche-sur-Yon                | 81    | René Le Grevès                  | Antonin Magne       |
| 21ª-2ª | 27 luglio | La Roche-sur-Yon > Nantes (cron. individuale) | 90    | Antonin Magne                   | Antonin Magne       |
| 22ª    | 28 luglio | Rennes > Caen                                 | 275   | Raymond Louviot                 | Antonin Magne       |
| 23ª    | 29 luglio | Caen > Parigi                                 | 221   | Sylvère Maes                    | Antonin Magne       |
| Totale | Totale    | Totale                                        | 4 363 |                                 |                     |

## Squadre e corridori partecipanti
| N.      | Cod.    | Squadra          |
| ------- | ------- | ---------------- |
| 1-8     | BEL     | Belgio           |
| 9-16    | ITA     | Italia           |
| 17-24   | CHE/ESP | Svizzera/ Spagna |
| 25-32   | DEU     | Germania         |
| 33-40   | FRA     | Francia          |
| 101-120 | -       | Cicloturisti     |

## Resoconto degli eventi
Al Tour de France 1934 parteciparono 60 corridori, dei quali 39 giunsero a Parigi.
La selezione francese dominò il Tour vincendo diciannove tappe su ventitré, indossando al termine di tutte la maglia gialla con due soli corridori, Georges Speicher, che la indossò solamente un giorno dopo la vittoria della prima tappa, e Antonin Magne, dominatore della corsa, che la indossò dalla seconda tappa fino all'ultima.
Su un totale di ventitré frazioni, con cinque vittorie ciascuno, Georges Speicher e Roger Lapébie furono i corridori che conquistarono, in tale edizione, il maggior numero di tappe.
Per la prima volta nella storia della corsa si disputò una cronometro, vinta da Antonin Magne.
Nella quinta tappa si arrivò in volata tra René Le Grevès e Georges Speicher: il margine fra i due fu così impercettibile che la direzione assegnò la vittoria ex aequo.
Antonin Magne fu il settimo corridore della storia del Tour de France ad imporsi in almeno due edizioni, dopo Lucien Petit-Breton, Philippe Thys (fino a quel momento unico ad imporsi in tre edizioni), Firmin Lambot, Ottavio Bottecchia, Nicolas Frantz e André Leducq. Come Lambot e Leducq, e a differenza degli altri, Magne non vinse queste due edizioni consecutivamente.

## Classifiche finali

### Classifica generale - Maglia gialla
| Pos. | Corridore          | Squadra      | Tempo      |
| ---- | ------------------ | ------------ | ---------- |
| 1    | Antonin Magne      | Francia      | 147h13'58" |
| 2    | Giuseppe Martano   | Italia       | a 27'31"   |
| 3    | Roger Lapébie      | Francia      | a 52'15"   |
| 4    | Félicien Vervaecke | Cicloturisti | a 57'40"   |
| 5    | René Vietto        | Francia      | a 59'02"   |
| 6    | Ambrogio Morelli   | Cicloturisti | a 1h12'02" |
| 7    | Ludwig Geyer       | Germania     | a 1h12'51" |
| 8    | Sylvère Maes       | Cicloturisti | a 1h20'56" |
| 9    | Mariano Cañardo    | Spagna       | a 1h29'02" |
| 10   | Vicente Trueba     | Spagna       | a 1h40'39" |

### Classifica scalatori
| Pos. | Corridore        | Squadra | Punti |
| ---- | ---------------- | ------- | ----- |
| 1    | René Vietto      | Francia | 111   |
| 2    | Vicente Trueba   | Spagna  | 93    |
| 3    | Giuseppe Martano | Italia  | 78    |